# サントルソラ・テルメ
サントルソラ・テルメ（イタリア語: Sant'Orsola Terme）は、イタリア共和国トレンティーノ＝アルト・アディジェ州トレント自治県にある、人口約1,100人の基礎自治体（コムーネ）。

## 地理

### 位置・広がり
トレント自治県南東部に位置するコムーネ。ペルジーネ・ヴァルスガーナから北東へ7km、県都トレントから東北東へ14kmの距離にある。

#### 隣接コムーネ
隣接するコムーネは以下の通り。
- バゼルガ・ディ・ピネ
- ベドッロ
- フィエロッツォ
- フラッシロンゴ
- パルー・デル・フェルシーナ
- ペルジーネ・ヴァルスガーナ

## 行政

### Comunita di valle
トレント自治県が設置した広域行政組織 Comunita di valle "Comunita Alta Valsugana e Bersntol" （事務所所在地: ペルジーネ・ヴァルスガーナ）に属する。

## 住民

### 言語
| 少数言語話者の割合（2011年） | 少数言語話者の割合（2011年） | 少数言語話者の割合（2011年） | 少数言語話者の割合（2011年） | 少数言語話者の割合（2011年） |
| ---------------------------- | ---------------------------- | ---------------------------- | ---------------------------- | ---------------------------- |
|                              |                              |                              |                              |                              |
| ラディン語                   | ラディン語                   |                              | 0.0%                         | 0.0%                         |
| モケーニ語                   | モケーニ語                   |                              | 23.5%                        | 23.5%                        |
| チンブロ語                   | チンブロ語                   |                              | 0.0%                         | 0.0%                         |

2011年10月9日に行われた国勢調査によれば、住民1076人中253人（23.5%）がモケーニ語話者であった。話者数においてはフィエロッツォ、フラッシロンゴに次いで第3位、人口比率では第4位のコムーネである。